# Barna Berke
Barna Berke (* 1966 in Berettyóújfalu; † 1. August 2021) war ein ungarischer Jurist und Richter am Gericht der Europäischen Union.

## Leben und Wirken
Berke studierte Rechtswissenschaften an der Eötvös-Loránd-Universität, wo er 1990 seinen Abschluss machte. An der Universität Stockholm erwarb er 1995 den Master of Laws. Anschließend war er als Rechtsanwalt in Ungarn tätig. Im Vorfeld und bei den konkreten Verhandlungen zum EU-Beitritts Ungarns fungierte er als Rechtsberater der ungarischen Regierung. Von 1997 bis 2000 war Berke als Rechtsreferent beim Präsidenten des ungarischen Verfassungsgerichtshofs tätig. 2000 wurde er zum Vizepräsidenten der ungarischen Wettbewerbsbehörde ernannt, bevor er kurz darauf Präsident des ungarischen Wettbewerbsrats wurde. 2008 wurde er Schiedsrichter am Ständigen Gerichtshof für Finanz- und Kapitalmärkte, bevor er 2014 als Staatssekretär für die europäische und internationale justizielle Zusammenarbeit in das ungarische Justizministerium wechselte. Neben seiner Karriere widmete sich Berke auch der Lehre. Bereits kurz nach seinem Abschluss war er als Lehrbeauftragter an der Loránd-Eötvös-Universität tätig, 1995 stieg er zum Dozenten und 2003 zum beigeordneten Dozenten auf.
Am 19. September 2016 wurde Berke zum Richter am Gericht der Europäischen Union ernannt, wo er bis zu seinem Tod am 1. August 2021 tätig war.